# Мадюбос, Жак
Жак Мадюбос (фр. Jacques Madubost; 6 июня 1944, Dangeau — 26 июня 2018, Рийантек) — французский легкоатлет, специалист по прыжкам в высоту. Выступал за сборную Франции по лёгкой атлетике во второй половине 1960-х годов, чемпион Европы, рекордсмен страны.

## Биография
Жак Мадюбос родился 6 июня 1944 года в коммуне Данжо департамента Эр и Луар, Франция. Серьёзно заниматься лёгкой атлетикой начал в 1960-х годах, проходил подготовку в клубе «Стад Франсе» в Париже.
Пик его спортивной карьеры пришёлся на 1966 год, когда ему удалось дважды обновить национальный рекорд Франции в прыжках в высоту, показав результаты 2,14 и 2,15 метра. Мадюбос вошёл в основной состав французской национальной сборной и благодаря череде удачных выступлений удостоился права защищать честь страны на чемпионате Европы в Будапеште, откуда привёз награду золотого достоинства — взял здесь планку на 2,12 метра, показав одинаковый результат со своим соотечественником Робером Сент-Розом. Это была первая золотая медаль, завоёванная французскими спортсменами на чемпионатах Европы в полевых дисциплинах, и первая золотая медаль, полученная в прыжках в высоту спортсменом-мужчиной из Франции. За это выдающееся достижение по итогам сезона Мадюбоса наградили Медалью академии. Примечательно, что до этого ему ни разу не удавалось стать чемпионом Франции в прыжках в высоту.
После чемпионата Европы Жак Мадюбос ещё в течение некоторого времени оставался в составе французской национальной сборной и продолжал принимать участие в различных международных соревнованиях. Так, в 1968 году он побывал на Европейских легкоатлетических играх в помещении в Мадриде, но здесь попасть в число призёров не смог, расположившись в итоговом протоколе лишь на 18 строке.
Вне спорта являлся полицейским и по окончании карьеры в лёгкой атлетике продолжил службу в полиции. В последующие годы также проявил себя в стрельбе из пистолета и гольфе, в частности в стрельбе несколько раз выигрывал национальное первенство, выступал на международном уровне.
Умер 29 июня 2018 года в возрасте 74 лет.